# Bodenkî, Vîșhorod
Bodenkî (în ucraineană Боденьки) este un sat în comuna Suvîd din raionul Vîșhorod, regiunea Kiev, Ucraina.

## Demografie
Componența lingvistică a localității Bodenkî
     Ucraineană (98,83%)
     Rusă (1,17%)
Conform recensământului din 2001, majoritatea populației localității Bodenkî era vorbitoare de ucraineană (98,83%), existând în minoritate și vorbitori de rusă (1,17%).

## Галерея

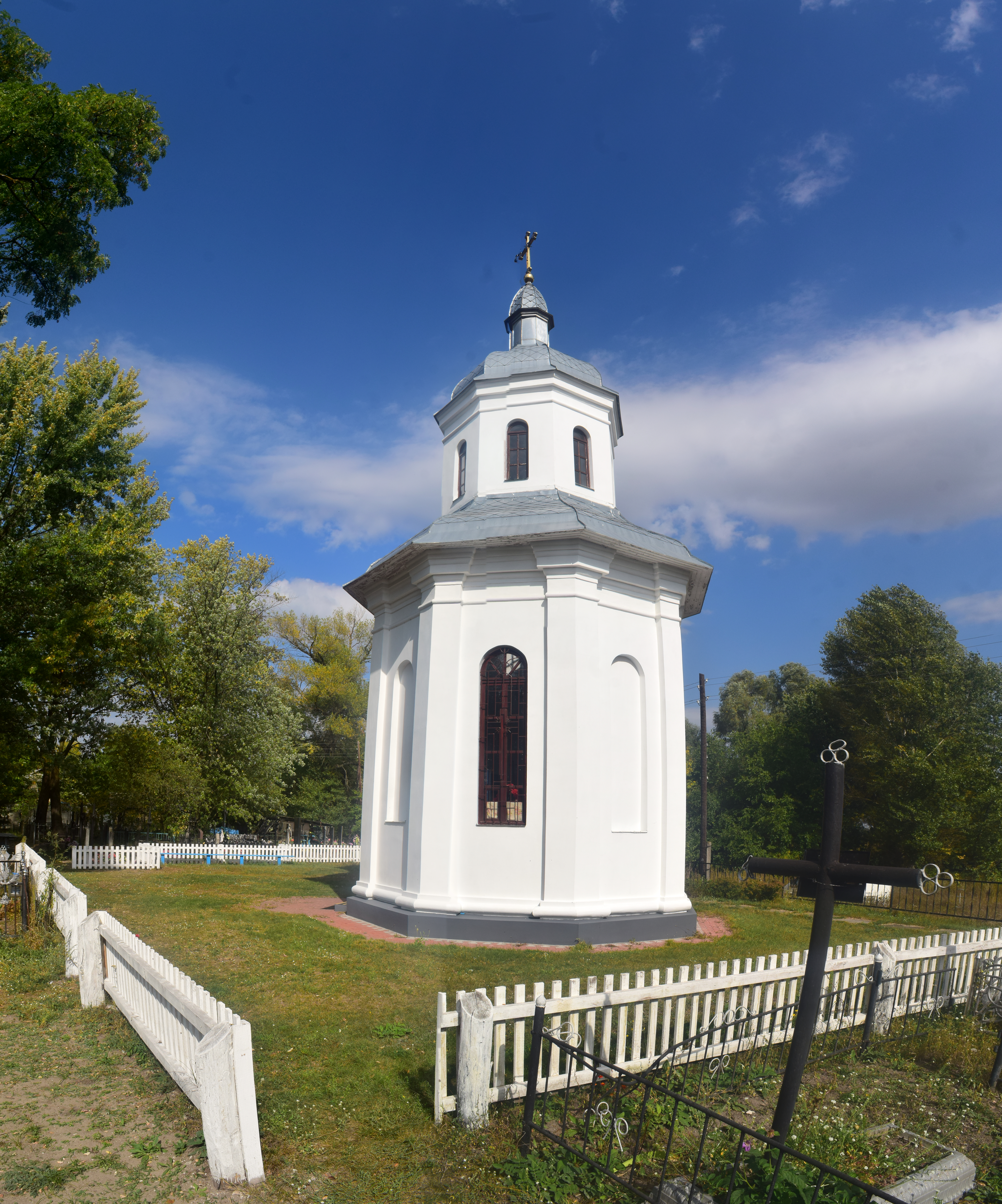
Biserica din cimitir
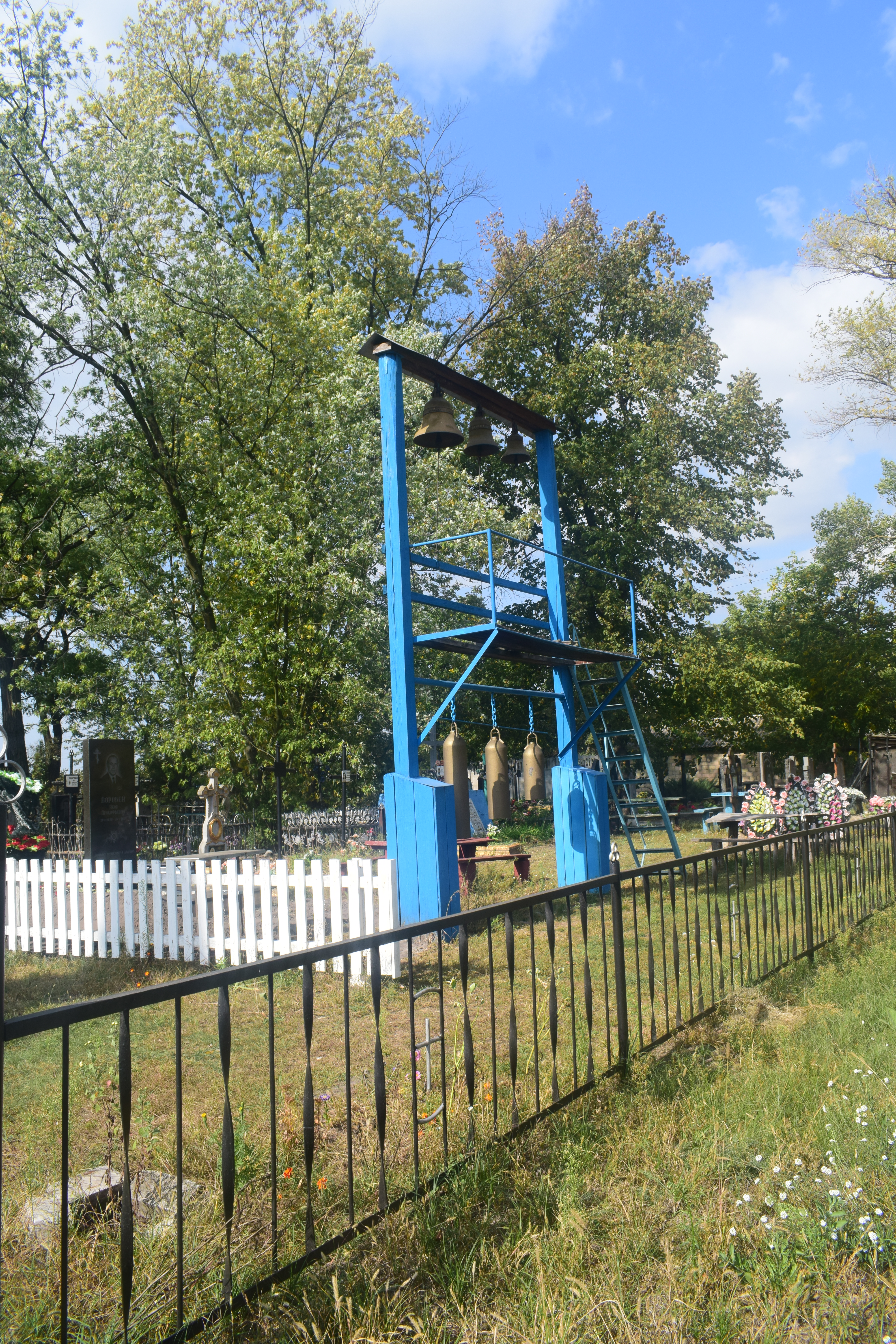
Clopotnița din cimitir
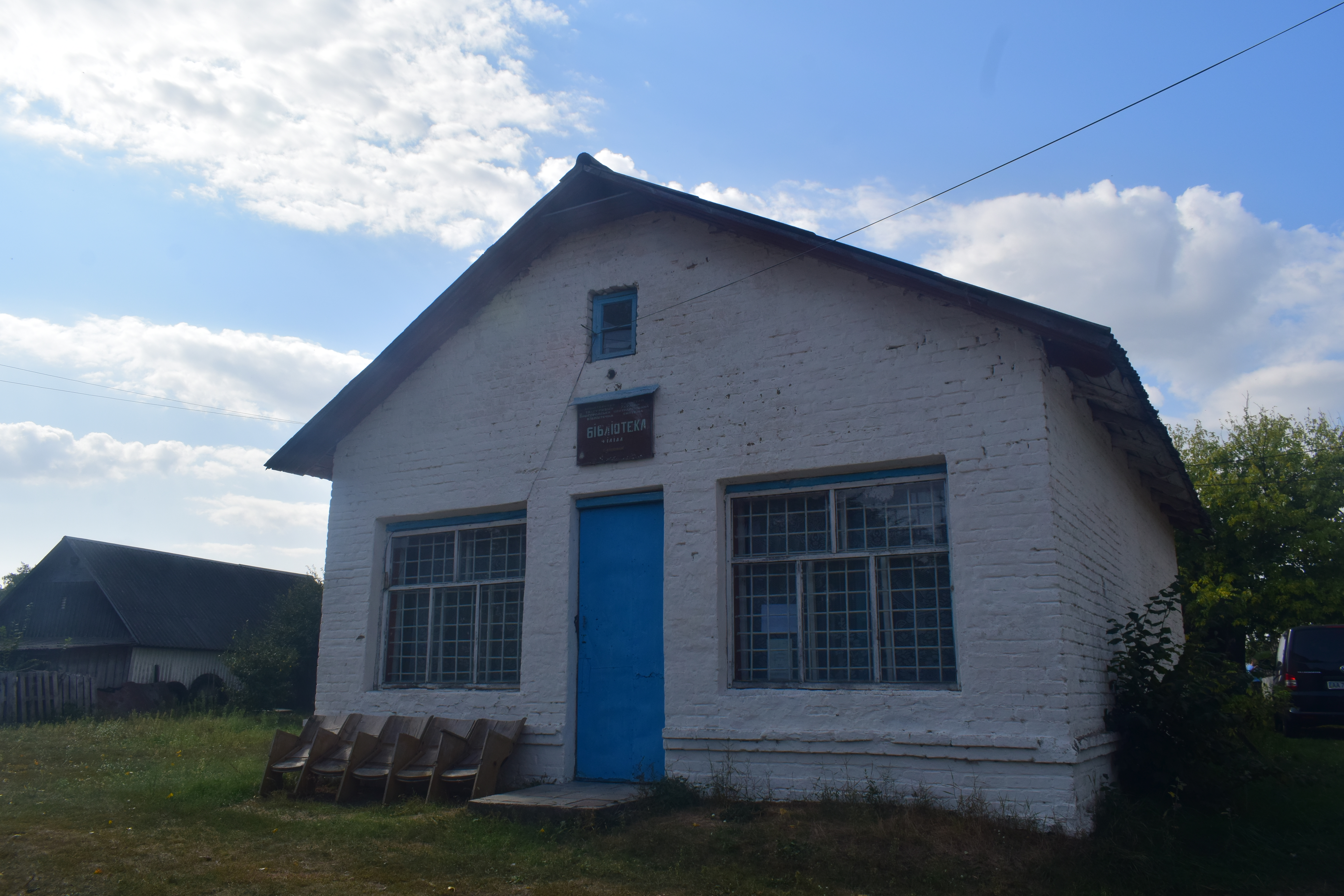
Bibliotecă
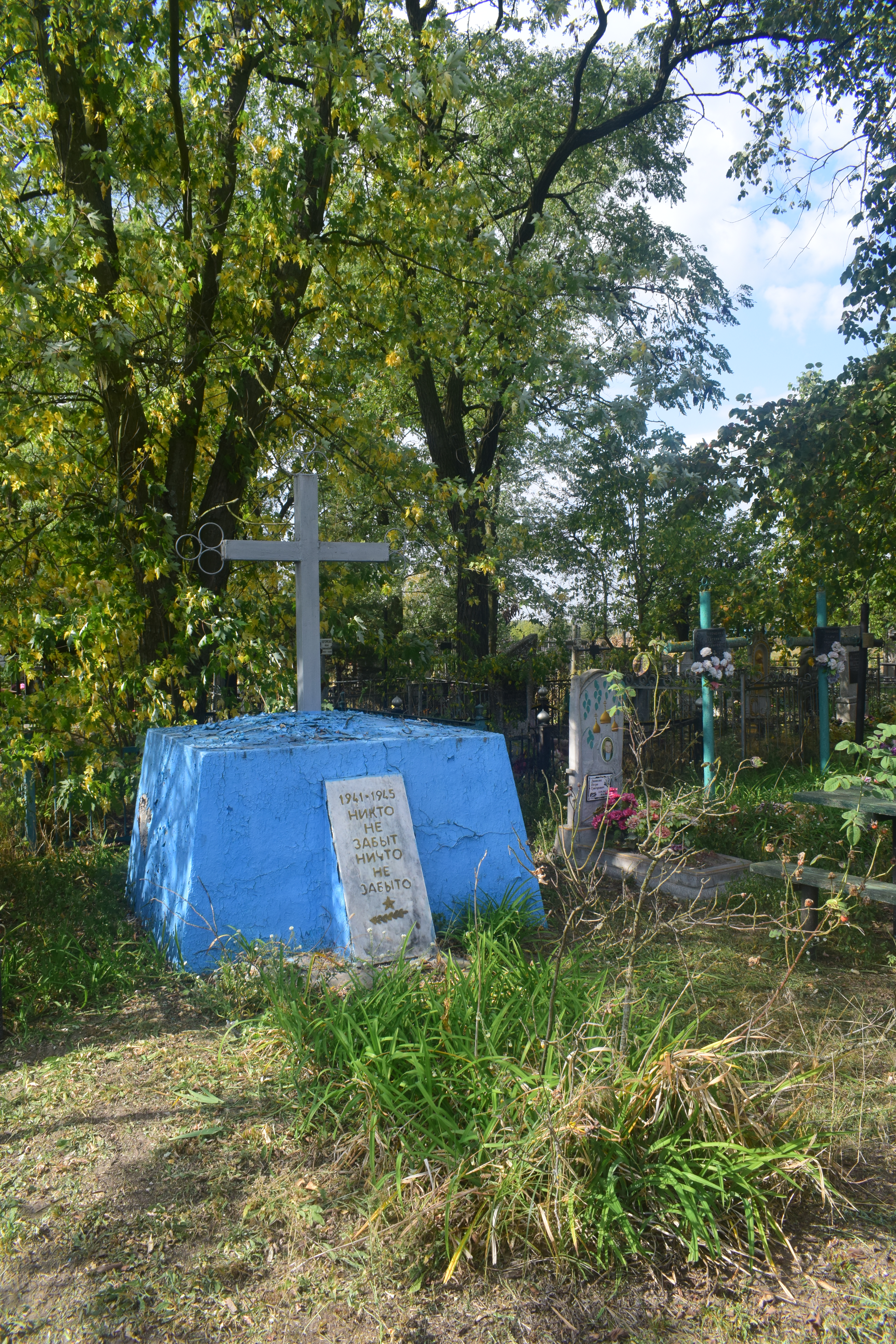
Mormânt comun al soldaților sovietici
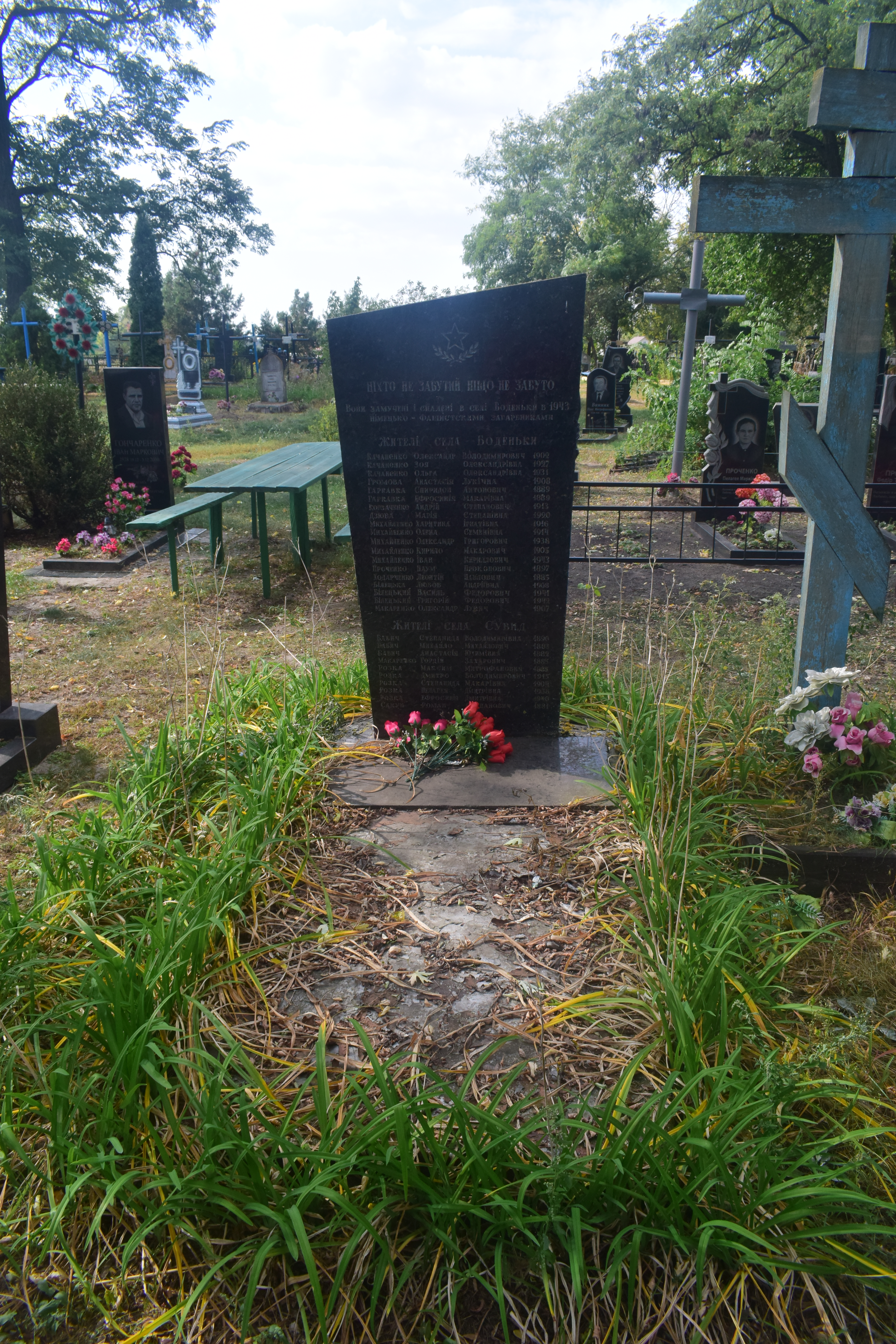
Monument pentru soldați-concetățeni